# Villefollet
Villefollet – miejscowość i gmina we Francji, w regionie Nowa Akwitania, w departamencie Deux-Sèvres.
Według danych na rok 1990 gminę zamieszkiwały 222 osoby, a gęstość zaludnienia wynosiła 17 osób/km² (wśród 1467 gmin regionu Poitou-Charentes Villefollet plasuje się na 778. miejscu pod względem liczby ludności, natomiast pod względem powierzchni na miejscu 676.).